# Contarinia matusintome
Contarinia matusintome är en tvåvingeart som beskrevs av Haraguti och Monzen 1955. Contarinia matusintome ingår i släktet Contarinia och familjen gallmyggor. Inga underarter finns listade i Catalogue of Life.